# Journal des sçavans
Journal des sçavans je bila francoska znanstvena revija in prva serijska publikacija te vrste na svetu, ki je začela izhajati leta 1665 v Parizu. 

## Ozadje nastanka
Revija je nastala v času, ko je obdobje renesanse počasi začelo prehajati v razsvetljenstvo in se je pričelo bistveno hitreje kot prej širiti znanje o svetu. Izmenjevanje informacij o novostih z zasebno korespondenco kot je bilo navada med učenjaki tiste dobe, je postajalo nezadostno. Pobuda za publikacijo je prišla iz socialnega kroga vplivnega francoskega politika, Jeana-Baptista Colberta, ministra za finance pod Ludvikom XIV. Podal jo je odvetnik in pisec Denis de Sallo, dokument z orisom podobne ideje pa je v 1660. letih napisal tudi zgodovinar François Eudes de Mézeray, prav tako Colbertov znanec, ki je živel v isti hiši in si je z de Sallotom delil zanimanja. Oba sta bila učenjaka, lojalna galikanista in sta uživala veliko zaupanja.
Revija po de Sallotovi zamisli bi vsebovala raznoliko vsebino, ki bi zanimala najširši krog evropskih učenjakov, ne omejujoč se na poročila o novih znanstvenih dognanjih - recenzije novih knjig, osmrtnice znanih osebnosti, nova odkritja na področju naravoslovja in tehnike, razsodbe posvetnih in verskih sodišč ter druge novice. Prejel je dvajsetletno licenco za izdajo publikacije o teh tematikah, pod standardnim pogojem, da v njej ne bo sodb o etiki, religiji ali politiki, ki bi posegale na področje interesov vladarjev.

## Zgodovina izhajanja
Prva številka je izšla 5. januarja 1665 pri tiskarju Jeanu Cussonu kot 12-stranski pamflet na dvostransko potiskanih in zloženih polah (kvart). Urednik, de Sallo, je bil podpisan s psevdonimom »Sieur De Hedovville«. V njej in naslednjih dvanajstih številkah so bile med drugim recenzije osemdesetih knjig z vse Zahodne Evrope in razne novice s področja naravoslovja. V tem času so nova znanstvena odkritja vzbujala vedno več zanimanja sloja izobražencev, zato je njena priljubljenost hitro rastla. Po današnjih kriterijih bi jo točneje označili za splošen žurnal, a sta naravoslovje in tehnika vse od začetka izhajanja predstavljali poglaviten del vsebine, zato kljub širši tematiki velja za prvo znanstveno revijo. Različni članki so med drugim obravnavali veliki komet iz leta 1665 (vključno s filološko obravnavo spola francoske besede za komet), Huygensove nihajne ure in njihovo uporabo v navigaciji, Rømerjevo poročilo o določitvi hitrosti svetlobe itd. V eni od marčevskih številk je omenjena tudi nova angleška revija Philosophical Transactions of the Royal Society, najstarejša znanstvena revija, ki še vedno izhaja. Prispevki so bili ilustrirani z gravurami in lesorezi.
Revija je izhajala tedensko, do 30. marca istega leta, ko je bila publikacija ukinjena. Uradni razlog je bil, da de Sallo ni pošiljal vsebine v pregled pred objavo, po mnenju zgodovinarjev pa so bili v ozadju vplivni ljudje, ki jih je revija kritizirala. Članki so bili namreč občasno odkrito kritični do del, ki so bila po mnenju piscev slaba, dosti pogosteje pa je lahko negativno mnenje kritika odkril samo pozoren bralec, če je razumel ironijo v sicer za tiste čase presenetljivo objektivnem slogu pisanja.
Po več mesecih prekinitve je z izdajanjem januarja 1666 nadaljeval de Sallotov asistent Jean Gallois. Revija je z nekaj menjavami urednikov izhajala tedensko do leta 1724, odtlej pa mesečno. Tudi pod drugimi uredniki je ohranila ugled in povpraševanje po njej je bilo veliko, tako da je na primer leta 1684 v Amsterdamu začel izhajati neavtoriziran sproten ponatis. Izhajanje je leta 1792 prekinila francoska revolucija, po kateri je ponovno oživela leta 1797 z rahlo spremenjenim naslovom, Journal des savants (obe besedi v francoščini pomenita učenjaka, dobeseden prevod naslova bi torej bil »revija učenjakov«). Po napoleonskih vojnah je leta 1816 ponovno začela izhajati serijska publikacija s tem naslovom, tokrat pod okriljem ustanove Institut de France, a bolj kot literarna revija, brez znanstvene vsebine.